# 隱龍屬
隱龍屬（屬名：Yinlong）意為“隱藏的龍”，是基礎角龍類的一屬，生存於侏儸紀晚期的中亞。牠們是種小型、原始、二足的草食性恐龍，身長約1.2公尺。隱龍是目前已知最古老、最原始的角龍亚目恐龍。

## 發現與種

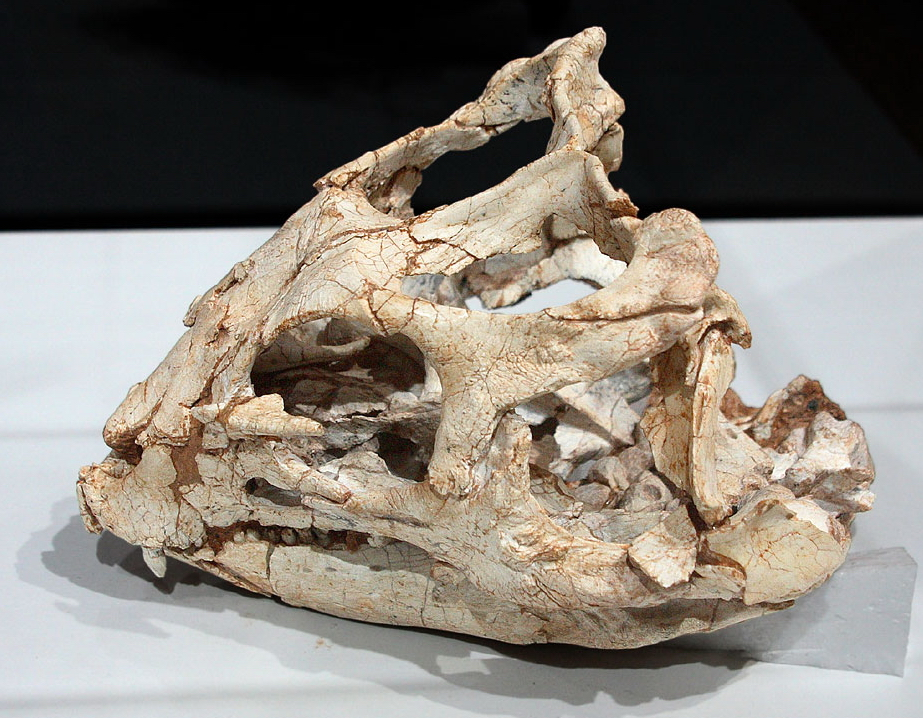
隱龍的頭顱骨

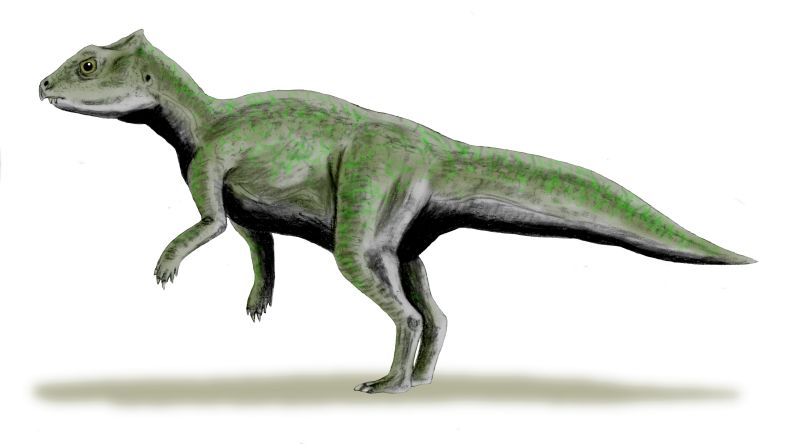
隱龍的想像圖

一個由美國與中國古生物學家組成的聯隊，包括徐星、凱薩琳·福斯特（Catherine Forster）、吉姆·克拉克（Jim Clark）、以及莫進尤等人，在2006年敘述並命名隱龍。隱龍的拉丁屬名 Yinlong 來自於普通話的「隱龍」兩字，參考了電影《臥虎藏龍》，因隱龍的發現地點接近《臥虎藏龍》在新疆的拍攝地點。
隱龍的模式種為當氏隱龍（Y. downsi） ，種名是由已逝的Will Downs為名，他在發現隱龍的前一年逝世，曾參加過許多中國古生物挖掘活動。
隱龍的化石為一個保存異常良好的骨骸與完整的頭顱骨，之後發現其他化石。正模標本是接近成年的個體，是在2004年發現於中國新疆侏儸紀中到晚期的石樹溝組地層。隱龍發現於該組地層的上部，該地質年代為晚侏儸紀牛津階，接近1億6120萬到1億5570萬年前。所有其他的角龍類都是發現於較晚的白堊紀。

## 分類
隱龍的上頜末端的喙骨（Rostral bone）可確定隱龍為角龍下目恐龍，但是隱龍頭顱骨的數個特徵，尤其是頭頂方軛骨的裝飾，起初都被認為是厚頭龍下目的特徵。隱龍的這些特徵顯示它們為頭飾龍類的共有衍徵，但這些特徵在所有從隱龍演化出的角龍下目恐龍身上消失了；頭飾龍類包含了角龍下目、厚頭龍下目。這些特徵更證實了頭飾龍類的存在。隱龍也保存了畸齒龍科的頭顱骨特徵，支持了畸齒龍科與頭飾龍類有緊密關係的假說。畸齒龍形類（Heterodontosauriformes）包含了畸齒龍科、頭飾龍類。

## 飲食
隱龍的腹腔曾發現7個胃石。胃石可協助磨碎消化系統中的植物。在其他角龍類如鸚鵡嘴龍也發現了胃石，大部分其他恐龍、許多鳥類中也發現了胃石。

## 大眾文化
隱龍首次出現於大眾媒體，是在國家地理頻道的電視節目《恐龍大解密》（Dino Death Trap）。在該節目中，隱龍遭到五彩冠龍的獵食。該節目宣稱隱龍是三角龍的小型祖先，並比較兩者的頭部形狀。

## 外部連結
- 喬治華盛頓大學新聞中心 （页面存档备份，存于），介紹隱龍發現時的原始報告、圖片（喬治華盛頓大學的網站）。